# 上塞讷瓦
上塞讷瓦（法語：Sennevoy-le-Haut，法語發音：[sɛnvwa lə o]）是法国勃艮第-弗朗什-孔泰大区约讷省的一个市镇，与下塞讷瓦相邻，属于阿瓦隆区。

## 地理
上塞讷瓦（47°48'27"N, 4°16'50"E）面积8.84 平方千米，位于法国勃艮第-弗朗什-孔泰大區约讷省，该省份为法国中北部内陆省份，西接卢瓦雷省，西北接塞纳-马恩省，南至涅夫勒省，东临科多尔省，东北与奥布省接壤。
与上塞讷瓦接壤的市镇（或旧市镇、城区）包括：克吕济勒沙泰勒、瑞利、斯蒂尼、日尼、格朗、下塞讷瓦。
上塞讷瓦的时区为UTC+01:00、UTC+02:00（夏令时）。

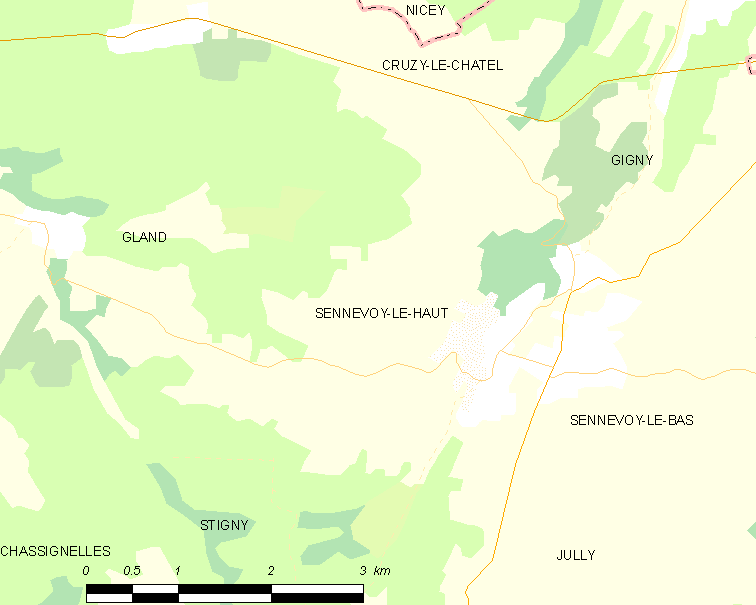
上塞讷瓦的OSM定位图

## 行政
上塞讷瓦的邮政编码为89160，INSEE市镇编码为89386。

## 政治
上塞讷瓦所属的省级选区为托内鲁瓦县。

## 人口

1962-2008年间上塞讷瓦人口变化图示

上塞讷瓦于2022年1月1日时的人口数量为121人。